# Kom toch eens kijken
Kom toch eens kijken was een Vlaams kinderprogramma dat op 12 maart 1955 voor het eerst op televisie te zien was. Het werd gepresenteerd door Bob Davidse, alias Nonkel Bob en Terry Van Ginderen, alias Tante Terry.
Vanaf 1960-1961 heette het programma Tip-Top.

## Geschiedenis
De Vlaamse openbare televisieomroep ging in 1953 in de ether. Omdat de zender echter nog geen kinderprogramma van eigen bodem had ging programmamaker Rik Van den Abbeele op zoek naar een geschikte presentator. Bob Davidse, die al een reputatie had opgebouwd als zanger en poppenspeler, werd hiervoor aangenomen. Onder het koosnaampje Nonkel Bob ("nonkel" is een Vlaams dialectwoord voor "oom") presenteerde hij in 1955 het eerste kinderprogramma op de Vlaamse televisie. In het begin werd hij bijgestaan door Tante Paula (Paula Sémer) en vervolgens door Tante Lieve (Lieve Simoens), Tante Rita, Tante Berta en Tante Ria (Mimi Peetermans). Uiteindelijk werd Tante Terry (Terry Van Ginderen) zijn vaste copresentatrice. Het was ook in dit jeugdprogramma dat zij het eekhoorntje Kraakje introduceerde.

## Concept
Elk programma begon met een lied dat door Nonkel Bob, Tante Terry en alle kinderen in koor werd meegezongen. Het was gebaseerd op de melodie van het sinterklaaslied Oh kom eens kijken wat er in mijn schoentje ligt..., maar had een andere tekst:
"Oh, kom eens kijken
Ons uurtje zet nu in
Zo dadelijk zal blijken
Iedereen krijgt hier zijn zin."
Hierna brachten iedereen de TV Ohee-groet. Eerst vormde men de letter t door de ene wijsvinger horizontaal op de een verticaal gestrekte wijsvinger te zetten. Daarna vormde men de letter v met uitgestrekte wijs- en middelvinger (vergelijkbaar met het V-teken) en riep dan vrolijk: Ohee! Nonkel Bob of Tante Terry begroetten de kinderen thuis en in de studio, waarop de kinderen in de zaal massaal Dag Nonkel Bob! of Dag Tante Terry! riepen.
Tijdens dit jeugduurtje liet Bob Davidse de kinderen dingen in elkaar knutselen en liedjes zingen die door hem op gitaar werden begeleid. De bekendste daarvan waren Vrolijke Vrienden (1958) en Annemarie (1968). Ook verscheen er wekelijks de eregast van het programma: een kind dat voor één dag mocht deelnemen aan het leven van de grote mensen (zoals de brandweer). Hij of zij werd dan geïnterviewd door Nonkel Bob en Tante Terry en vervolgens werden beelden getoond van een reportage op locatie.
De officiële Nonkel Bob-fanclub, de TV-Oheeclub, werd opgericht omdat er in het programma vaak prijsvragen werden gehouden. De kinderen die het juiste antwoord hadden kregen dan een prijs en na tien antwoorden een kenteken. Door de enthousiaste reacties en eenvoudige manier van inschrijven (kinderen moesten gewoon een briefje sturen) had de club al snel 55.000 leden.

## Tip-Top
In de jaren '60 veranderde het programma zijn naam in Televisum, Tip-Top, onder de overkoepelende titel Jevanjong en later Kijkuit. Davidse kreeg hierop assistentie van Zaki, Kris Smet en Nadine De Sloovere. In 1965 maakte Nonkel Bob veel reclame voor de Melkbrigade.
Nonkel Bob was nog tot 1985 op de Vlaamse openbare omroep te zien als presentator van kinderprogramma's.